# 허식 (정치인)
허식(許植, 1958년 10월 12일 ~ )은 대한민국의 정치인이다. 인천 동구의원, 인천광역시의원을 역임했다.

## 학력
- 송림초등학교
- 선인중학교
- 제물포고등학교
- 홍익대학교 무역학과
- 연세대학교 경영대학원 경영학과 졸업(경영학 석사)

## 경력
- 한국타이어제조(주) 수출부
- 도미노피자 본사 마케팅 부장
- 국회의원 입법보좌관
- 생활체육 배드민턴 동구연합회장
- 한나라당 인천시당 송현1.2.3동 협의회장
- 한나라당 인천시당 교육위원회 수석부위원장
- 새마을운동 동구지회장
- 2006.07 ~ 2010.06: 제5대 인천광역시의회 의원
  - 제5대 인천광역시의회 인천항기능 재배치 및 선진화 추진 특별위원회 위원장
- 인천도시공사 비상임이사
- 2018.07 ~ 2022.05: 제8대 인천광역시 동구의회 의원
- 2022.07 ~ : 제9대 인천광역시의회 의원
  - 2022.07 ~ 2024.01: 제9대 인천광역시의회 전반기 의장
  - 2024.01 ~ 2024.06: 제9대 인천광역시의회 전반기 문화복지위원회 위원
  - 2024.07 ~ : 제9대 인천광역시의회 후반기 건설교통위원회 위원
- 2022.07 ~ 2023.09: 제18대 대한민국시도의회의장협의회 부회장
- 2023.09 ~ 2024.01: 제18대 대한민국시도의회의장협의회 수석부회장

## 역대 선거 결과
|  | 15.46% |

|  | 60.24% |

|  | 40.13% |

|  | 32.00% |

|  | 56.18% |